# Tigrioides euschia
Tigrioides euschia är en fjärilsart som beskrevs av George Francis Hampson 1904. Tigrioides euschia ingår i släktet Tigrioides och familjen björnspinnare. Inga underarter finns listade i Catalogue of Life.